# Doelenstraat (Almelo)
De Doelenstraat is een winkelstraat in oude sfeer in het centrum in Almelo. Aan de westzijde sluit de Doelenstraat aan op de Grotestraat, aan de oostzijde gaat de staat over in de Gravenallee. Zijstraten aan de noordzijde zijn het Kamperpad, de Molenstraat en het hofje De Schans. De Doelengang is de zijstraat aan de zuidzijde die naar de Grote Kerk leidt. 
Naast winkels zijn er woningen en galerieën in deze straat. De jaarlijkse 'kersthappening' ontstond kleinschalig in deze straat in 1995 en beslaat nu het gehele Grotestraat-Noord gebied van de binnenstad.
Doelenstraat nummer 9, 9a, 9b en 17 zijn gemeentelijke monumenten.

## Geschiedenis
Deze straat bestond al voor 1900 en behoort tot het authentieke Almelo. Op de hoek met de Grotestraat stond hotel "de Gouden Leeuw". De naam doelen betekent een oefenplek of schietbaan voor boogschutters of bewapende leden van de schutterij. Ook de zijstraten Doelengang en De Schans verwijzen naar deze vroegere schietbaan.